# Jaskinia Krowia
Jaskinia Krowia, Schronisko Krowie – schronisko w Ojcowskim Parku Narodowym. Znajduje się w skale zlokalizowanej przy drodze biegnącej Doliną Prądnika, w odległości mniej niż 100 m od Bramy Krakowskiej.  
Skała, w której znajduje się Jaskinia Krowia zbudowana jest z twardych wapieni skalistych. Jej wnętrze jest jasne i suche. W schroniskach tego typu w Ojcowskim Parku Narodowym archeolodzy znajdowali kości zwierząt, narzędzia i inne ślady bytności  ludzi prehistorycznych. W Jaskini Krowiej jednak namulisko zostało zniszczone, dawniej bowiem istniała  w niej chłodnia (lodownia). Obecnie schronisko często bywa zanieczyszczane.
Nazwa schroniska pochodzi od tego, że w XIX wieku podobno trzymano w nim krowy i owce, wypasane na okolicznych pastwiskach Doliny Prądnika. W schronisku tym kręcono także scenę z Horpyną w filmie Ogniem i mieczem. Efekt spływającego po ścianach wodospadu uzyskano polewając skałę wodą z sikawki wozu strażackiego. 
W maju 2012 roku obok Jaskini Krowiej miał miejsce wypadek. Wyrwane wraz z korzeniami dwa drzewa przewracając się zabiły 13-letnią dziewczynkę, uczestniczkę wycieczki, a 3 inne osoby raniły. Prokuratura umorzyła śledztwo, w opinii biegłych był to nieszczęśliwy wypadek spowodowany naturalnymi czynnikami i nie można nikomu przypisać winy. Później w kluczowych miejscach Ojcowskiego Parku Narodowego zamontowano tabliczki ostrzegające turystów o zagrożeniach spowodowanych przewracającymi się drzewami.

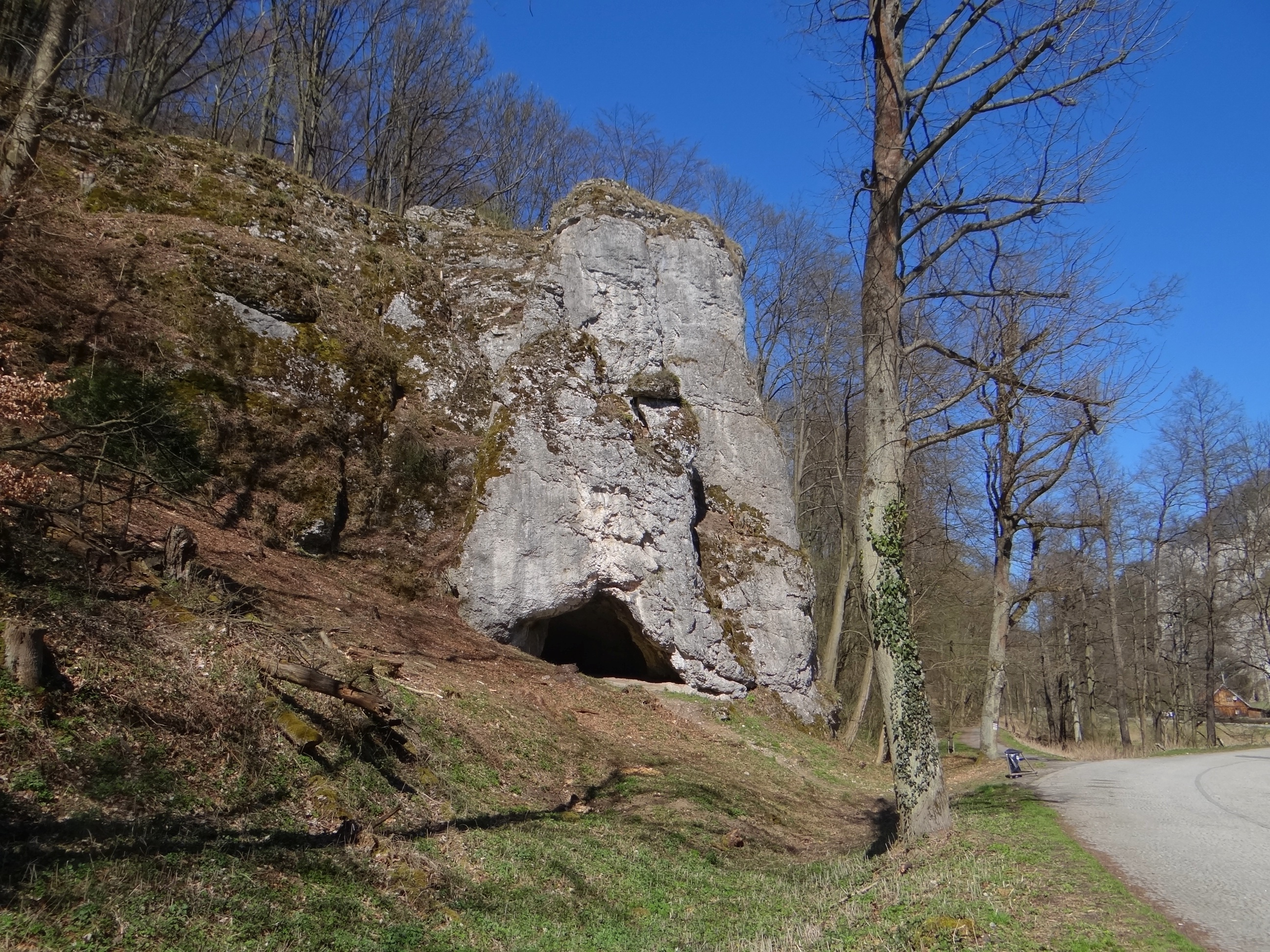
Skała z Jaskinią Krowią
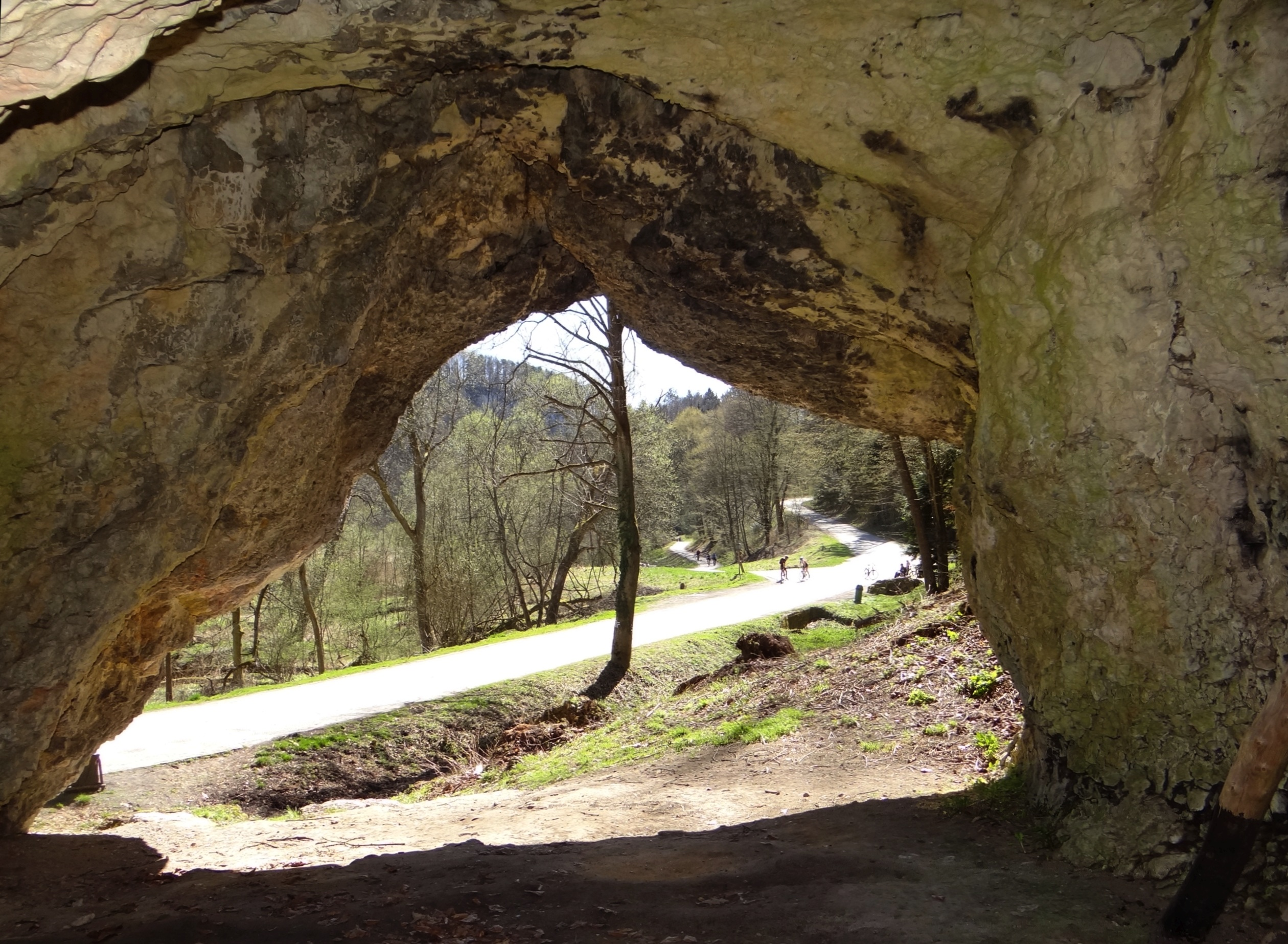
Okno schroniska
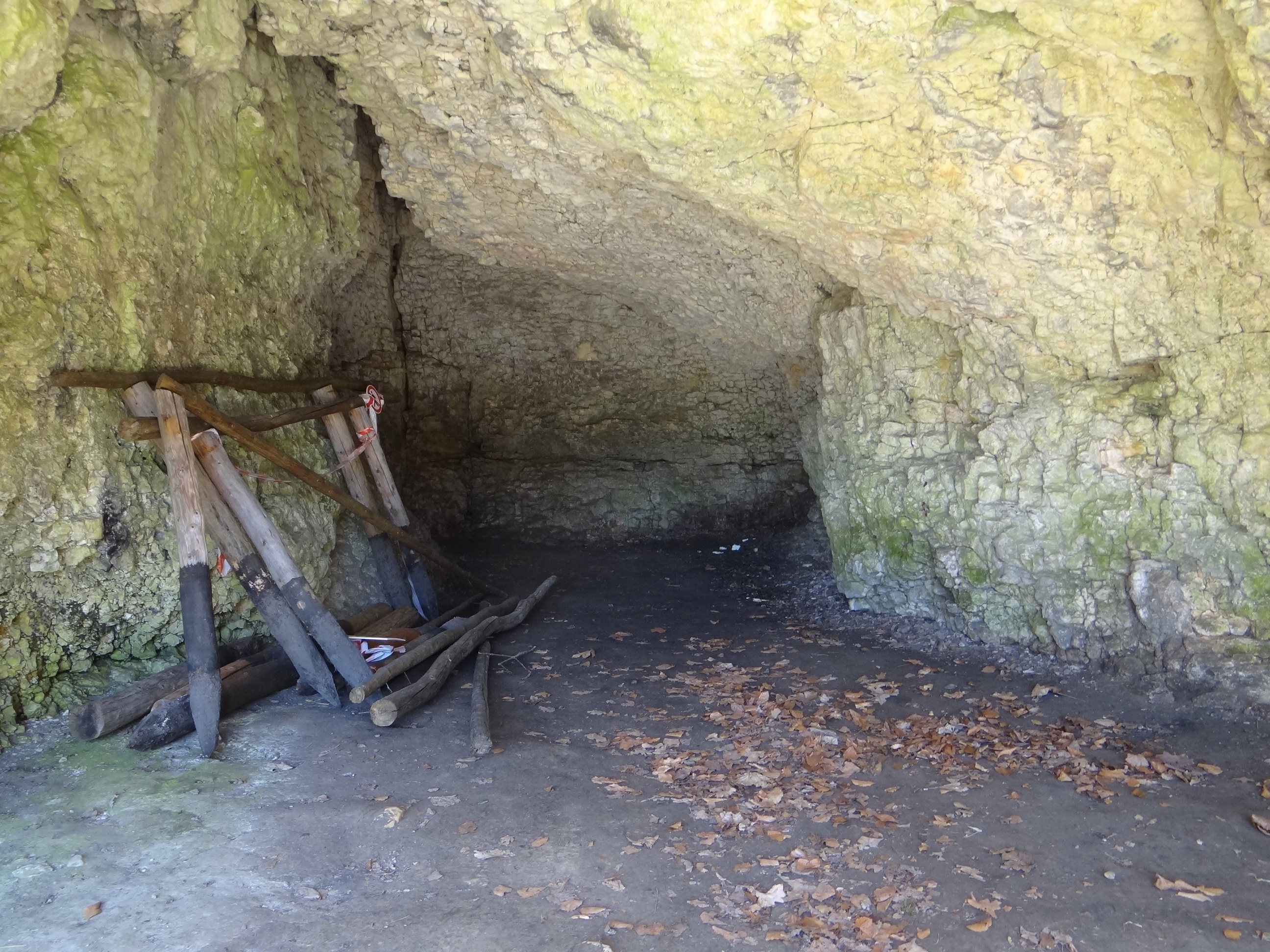
Wnętrze schroniska